# Орловиста (Флорида)
Орловиста (енгл. Orlovista) насељено је место без административног статуса у америчкој савезној држави Флорида.

## Демографија
По попису из 2010. године број становника је 6.123, што је 76 (1,3%) становника више него 2000. године.
| Група             | 2000.         | 2010.         |
| Белци             | 3.152 (52,1%) | 1.702 (27,8%) |
| Афроамериканци    | 1.609 (26,6%) | 2.349 (38,4%) |
| Азијати           | 214 (3,5%)    | 419 (6,8%)    |
| Хиспаноамериканци | 894 (14,8%)   | 1.308 (21,4%) |
| Укупно            | 6.047         | 6.123         |